# Кучлат
Кучлат или Кушлат је средњовјековни град у Републици Српској подигнута на шпиц стјени недалеко од Паљевића на мјесту ушћа ријеке Јадар у Дрињачу, у општини Зворник. Град је саградио српски бан Радован, пише Евлија Челебија.
Кучлат се први пут помиње 1345. године, а у повељи краља Стефана Остоје из 1417. године, као свједок наводи се Никола Кучлатовић лат. Cuclatovich. По Николиној породици град се звао Кучлат. Град је имао и своје предграђе у коме је била и Дубровачка колонија трговаца, а у њему је била смјештена и царина. У току 15. вијека Кучлат је прелазио из руке у руку, па је тако осим српских владара краља Стефана Остоје и деспота Стефана Лазаревића, прелазио и у руке Мађара и Турака. Кучлат је од 1404. био у посједу Хрвоја Вукчића Хрватинића, а од 1410. године, споразумно је предат угарском краљу Жигмунду Луксембуршком.
Пао је под Турке 1463. године и од тада, па до 1833. године у њему је била смјештена турска посада. Турски путописац Евлија Челебија пише да је Кучлат округао камени град тврдих бастиона, подигнут на врлетној стијени; нема опкопа али је опасан пакленим понором. Важи за један од најнеприступачнијих градова Босне и Херцеговине. Данас су видљиви остаци зидова некадашњег града, али је немогуће утврдити тачну основу тврђаве. Заједно са околним литицама основа изгледа као изломљена елипса што се Челебији учинило као да је град округлог облика, сматра Реџић.